# Mr. Canton & Lady Rose
Miracles (Xinès tradicional: 奇蹟, xinès simplificat: 奇迹; pinyin: qí jī; Jyutping: kei zik) és una pel·lícula del 1989, escrita i dirigida per Jackie Chan i inspirada en els films Lady for a Day i Pocketful of Miracles de Frank Capra.
El film ha tingut diversos títols segons els països on s'ha estrenat (Black Dragon als Estats Units, The Canton Godfather a Austràlia i Miracles: The Canton Godfather al Regne Unit).
A Rotten Tomatoes té una valoració de 7.2/10.

## Argument
Un xinès que busca feina perd els pocs diners que duia víctima d'un engany. Casualment ajuda a escapar d'una emboscada un dirigent d'una banda de l'hampa que finalment, moribund, el designa com a successor. Malgrat les dificultats i dubtes dels subordinats se'n va sortint de les situacions compromeses. Ho atribueix a la sort que li donen les roses que li ven una vella que es guanya la vida amb les flors. Aquesta venedora té una filla que s'ha de casar amb un noi de bona família i es troba angoixada davant la visita de la família del nuvi, Charlie posa la seva organització al servei de Lady Rose que es farà passar per una rica vídua que viu en un hotel de luxe

## Premis i nominacions
- 9è Hong Kong Film Awards
  - Premi: Millor coreografia d'acció (Jackie Chan Stunt Team)
  - Nominació: Millor Actor (Jackie Chan)
  - Nominació: Millor direcció artística (Eddie Ma)
  - Nominació: Millor muntatge (Peter Cheung)
- Golden Horse Film Festival' (1989)
  - Nominació: Millor Actor (Jackie Chan)
  - Nominació: Millor muntatge (Peter Cheung)
  - Nominació: Millor fotografia (Arthur Wong)